# Bryan Gordon
Bryan Gordon est un réalisateur, acteur et scénariste américain.

## Filmographie

### Réalisateur

#### Cinéma
- 1987 : Ray's Male Heterosexual Dance Hall (court métrage)
- 1991 : Une place à prendre (Career Opportunities)
- 1996 : Pie in the Sky
- 2002 : That Was Then

#### Séries télévisées
- 1991 - 1992 : Les années coup de cœur (The Wonder Years) (2 épisodes)
- 1993 : Bakersfield P.D. (1 épisode)
- 1999 : Action (1 épisode)
- 1999 - 2000 : Freaks and Geeks (2 épisodes)
- 2000 : Ally McBeal (1 épisode)
- 2000 : Sports Night (1 épisode)
- 2000 : Boston Public (1 épisode)
- 2000 : The Michael Richards Show (1 épisode)
- 2000 : M.Y.O.B. (2 épisodes)
- 2000 - 2011 / 2017 : Larry et son nombril (Curb Your Enthusiasm) (9 épisodes)
- 2001 : À la Maison-Blanche (The West Wing) (1 épisode)
- 2001 : Temps mort (Dead Last) (1 épisode)
- 2001 - 2002 : Maybe It's Me (4 épisodes)
- 2002 : Do Over (1 épisode)
- 2003 : Les Frères Scott (One Tree Hill) (2 épisodes)
- 2003 : Le monde merveilleux d'Andy Richter (Andy Richter Controls the Universe) (1 épisode)
- 2003 : The O'Keefes (1 épisode)
- 2004 : Jack et Bobby (Jack and Bobby) (1 épisode)
- 2005 - 2006 : The Office (2 épisodes)
- 2006 : Weeds (1 épisode)
- 2006 : Studio 60 (Studio 60 on the Sunset Strip) (1 épisode)
- 2006 : Help Me Help You (1 épisode)
- 2007 : La Famille Safari (Life Is Wild) (1 épisode)
- 2009 - 2010 / 2023 : Party Down (10 épisodes)
- 2010 : Childrens Hospital (2 épisodes)
- 2011 : Mr. Sunshine (2 épisodes)
- 2011 : Man Up (1 épisode)
- 2011 : The Paul Reiser Show (1 épisode)
- 2012 : Free Agents (1 épisode)
- 2012 : Wedding Band (1 épisode)
- 2012 : Up All Night (2 épisodes)
- 2013 : How to Live with Your Parents (For the Rest of Your Life) (1 épisode)
- 2013 : Trophy Wife (1 épisode)
- 2013 : Welcome to the Family (1 épisode)
- 2013 - 2014 : The Neighbors (2 épisodes)
- 2014 : Bad Teacher (1 épisode)
- 2015 : Grace et Frankie (Grace and Frankie) (1 épisode)
- 2015 : Sin City Saints (6 épisodes)

### Scénariste
- 1977 - 1978 : Laugh-In (2 épisodes)
- 1980 - 1981 : Fridays (27 épisodes)
- 1987 : Ray's Male Heterosexual Dance Hall (court métrage)
- 1996 : Pie in the Sky
- 2015 : Sin City Saints (créateur, 8 épisodes)

### Producteur
- 2009 - 2010 : Party Down (9 épisodes)
- 2011 : Portlandia (6 épisodes)
- 2012 : Wedding Band (1 épisode)
- 2015 : Sin City Saints (8 épisodes)

### Acteur

#### Cinéma
- 1980 : Graine d'amour (Seed of Innocence) de Boaz Davidson : Dr Beyers
- 1994 : Corrina, Corrina : Un associé
- 1998 : Sour Grapes de Larry David : Doug

#### Télévision

##### Séries télévisées
- 1975 : The Edge of Night : Ewell
- 1979 : California Fever : Mel Gaines
- 1992 : Histoires fantastiques (Amazing Stories) : Le père

##### Téléfilm
- 1979 : The Seeding of Sarah Burns de Sandor Stern : Roger Deems